# Kanoğlu, Tunceli
Kanoğlu là một xã thuộc thành phố Tunceli, tỉnh Tunceli, Thổ Nhĩ Kỳ. Dân số thời điểm năm 2010 là 114 người.